# 真野未華
真野 未華（まの みか、1997年2月14日 - ）は、日本の女優。CSIプロモーションを経て、現在はフリー。東京都出身。

## 人物
- 愛称：まのみか
- 趣味・特技：漫画、映画、バスケ、日舞、カート、1人旅行、マシュマロキャッチ[1]

## 活動履歴

### 舞台
2015年
- 劇団☆天然少女「reunion ～ムスビノトキ～」（2015年4月10日 - 12日、新宿・シアターブラッツ）
- 劇団☆天然少女「青春モザイク」（2015年9月11日 - 13日、新宿・シアターブラッツ）
- 劇団☆天然少女「ラティメリア」（2015年12月11日 - 13日、下北沢・VOICE FACTORY） - 主演 スズ 役

2017年
- アリスインプロジェクト「イマジカル・マテリアル」星組（2017年3月15日 - 20日、新宿村LIVE） - 蔵前ナツキ 役
- エアースタジオ「想い出パレット」B班（2017年4月26日 - 30日、アクアスタジオ） - 主演
- アリスインプロジェクト「クォンタムドールズ2017」風組（2017年7月6日 - 9日、新馬場・六行会ホール） - リデル 役
- しまぁ～ん共和国 「木曜ワイルド劇場『刺すペンっす！』」東京公演（2017年9月26日 - 10月1日） - 平泉真由 役
- しまぁ～ん共和国 「『ファインドハント2』～笑いは我が命～」（2017年11月28日 - 12月3日）

2018年
- エアースタジオ「Kiss Me You～がんばったシンプー達へ」Bチーム（2018年3月15日 - 25日、中目黒キンケロ・シアター）
- アリスインプロジェクト「ダンスライン TOKYO」風組（2018年5月10日 - 13日、六行会ホール） - 宮路千鶴 役
- アリスインプロジェクト「アリスインデッドリースクール 楽園」（2018年8月8日 - 19日、池袋・シアターKASSAI） - 青池和磨 役
- しまぁ～ん共和国 「鬼だけ殺っしアムッ！」（2018年9月11日 - 17日、新宿・シアターモリエール）
- 劇団文化祭in大阪2018 しまぁ～ん共和国「ザ・リハーサル」（2018年10月24日 - 27日、大阪市立芸術創造館）
- アリスインプロジェクト「アドリブ心理劇 ドナー・イレブン」（2018年12月20日 - 30日、池袋・シアターKASSAI） - 薮下巡 役

2019年
- 劇団ドリームプリンセス「白と黒の同窓会〜まさかのダブルブッキング編〜」（2019年2月8日 - 11日、新宿・シアターモリエール） - 未希 役
- 劇団わ組「茶燕は里に還らず」（2019年5月15日 - 19日、中目黒キンケロシアター） - 葦 役
- 劇団ドリームプリンセス「スリーアウト〜ホームラン篇〜チーム☆」（2019年6月7日 - 16日、新宿村LIVE） - 香奈枝 役
- UDA☆MAP「紙風☆スクレイパー」（2019年8月21日 - 28日、池袋・シアターKASSAI） - 孫豚 役
- 劇団わ「バック・トゥ・ザ・君の笑顔」（2019年11月7日 - 17日、高島平バルスタジオ） - 金城彩夏 役
- アリスインプロジェクト「アリスインアリスinデッドリースクール」（2019年12月12日 - 23日、池袋・シアターKASSAI） - 青池和磨 役

2020年
- HH企画「ひなのかおりとかごめのえ」（2020年3月27日 - 29日、中野・スタジオあくとれ） - ながさわ 役
- 放課後ビアタイム『ジューンブライドって誰ですか?』「常夏ブライダル」（2020年8月8日、ステージカフェ下北沢亭） - 日替わりゲスト
- UDA☆MAP「新宿☆アタッカーズSeason3〜孤島の洋館連続殺人事件〜」（2020年9月30日 - 10月4日、池袋・シアターグリーンBIG TREE THEATER） - ケイト・法螺（ほら） 役
- 劇団6番シード「ザ・ボイスアクター2020～アニメーション&オンライン～」アニメーション編（2020年11月19日 - 29日、池袋・シアターKASSAI） - 不条乙女 役

2021年
- Girls feather「サンサーラ式葬送入門-普賢篇-」Bチーム（2021年2月5日 - 14日、池袋・シアターKASSAI） - 原口潮 役
- UDA☆MAP「袴DE☆アンビシャス!」（2021年8月4日 - 6日、池袋・シアターグリーン BIG TREE THEATER） - 熊山田ハル 役
- バンタムクラスステージ「エレモア・ムーブ」（2021年10月22日 - 31日、花まる学習会王子小劇場） - ゾーイ・シャドック 役

2022年
- 蜂巣和紀単独コント公演『蜂巣祭〜2022春の陣〜』「快便戦隊うんこマン」（2022年4月22日 - 24日、ステージカフェ下北沢亭） - サワデー 役
- 劇団ラパン雑貨ゝ「顔晴」（2022年5月19日 - 22日、中野スタジオあくとれ） - 水谷紡 役
- UDA☆MAP「袴DE☆アンビシャス!2022」（2022年7月13日 - 18日、池袋・シアターグリーン BIG TREE THEATER） - 熊山田ハル 役
- 劇団6番シード「12人の私と路地裏のセナ」（2022年8月10日 - 16日、中野・テアトルBONBON） - 涙スズメ 役
- マルガリータ企画「夏に舞う雪のように」（2022年8月31日 - 9月4日、池袋・シアターKASSAI） - クロ 役
- 劇団6番シード「火消しの辰と瓦版屋の娘」（2022年11月30日 - 12月4日、築地本願寺ブディストホール） - お炊 役

2023年
- feather stage「ゼロヨンヨンの終電車2023」（2023年1月25日 - 29日、池袋・シアターKASSAI） - RYU-JY(ルージュ) 役
- 放課後ビアタイム『鬼はソト、俺はナカください。』「初恋ショコラティエール」（2023年2月3日 - 5日、ステージカフェ下北沢亭） - 紅孔雀乱舞 役
- 「合唱だっつってんだ」（2023年5月10日 - 14日、新宿村LIVE） - 武者小路奏美 役
- UDA☆MAP『Dressing Room』第三話「文明開『花』の音がする」（2023年6月29日 - 7月2日、ステージカフェ 下北沢亭） - 川辺澄子 役
- 放課後ビアタイム「Panic X'mas!!」（2023年8月16日、上野ストアハウス） - 日替りゲスト
- たままproduce「アスター」（2023年9月13日 - 17日、中野スタジオあくとれ） - ナツコ 役
- VAGUENIGMA Project「VAGUENIGMA -1954- 祀木刑事の捜査ファイル【心餓】」（2023年10月19日 - 29日、上野ストアハウス）
- 劇団6番シード「屋根裏のバーニャカウダー」（2023年10月28日、新宿シアタートップス） - 日替わりゲスト
- BE WOOD LIVE『Three Stories of Christmas〜貴方の叶えたい夢は、何ですか!?〜』「少女に喝采を!」（2023年12月24日、ステージカフェ 下北沢亭） - 升ゆきな 役

2024年
- 金子の挑戦状「十二人の怒れる役者たち」（2024年1月26日 - 28日、富士見台・アルネ543） - 十原 役
- UDA☆MAP「魁☆パラダイムシフト」（2024年7月3日 - 7日、大塚・萬劇場） - ズットン 役
- Yulirioプロデュース「鶏卵衝突」（2024年7月31日 - 8月4日、テアトルBONBON） - ファ・ウービン 役
- 蜂巣祭「快便戦隊うんこマンTHE FINAL〜うんこマンよ永遠に〜」（2024年9月23日、新宿スターフィールド） - 日替わりゲスト
- 劇団わ「劣等生、乙川強の半生。」（2024年9月25日 - 29日、中目黒キンケロシアター） - 土田御前 役

### 雑誌
- 2018年
  - 「宇宙船」vol.160：「私が怪獣になっても」主演掲載
  - 「宇宙船」vol.163：「私が怪獣になっても Part3」主演掲載
- 2019年
  - 「BRODY」3月号：インタビュー掲載

### 映像作品
- 2016年
  - コハクノアカリ[1]「ノスタルジアに会いにいく」MV主演[50]
- 2018年
  - 松谷康德監督「私が怪獣になっても」Part1-Part6 自主制作短編映画（ミサキ/エモラ）主演[51]
- 2019年
  - コハクノアカリ[1]「君は僕の春だった」MV主演[52]
  - 中田圭監督「トリカゴ」[53]
- 2020年
  - 中田圭監督「銀幕彩日」
- 2021年
  - テレビ朝日系列「機界戦隊ゼンカイジャー」第4カイ！「ブルブルでっかいおせっかい！」- アイドル役
- 2022年
  - 阪本武仁監督「レンタル×ファミリー」

### その他
- 2015年
  - 資生堂 【シーブリーズ×放課後物語】選べ 青春DOTCH？ コラボ第2弾 待ちに待った☆夏休みキター！編 モデル出演[1]
  - 資生堂 【シーブリーズ×放課後物語】選べ 青春DOTCH？ コラボ第3弾 ドキドキ学校行事編 モデル出演[54]
- 2017年
  - フジテレビネットニュース「LUNCH TAG12」リポーター[1][55]
  - ブループリントＸアプレシオ VR体験イベント「VR pallet」 コンシェルジュ[56]
  - Quetic エモい女の子の攻略方法.vol06 モデル出演[57]